# 7 à Limoges
 (février 2019).
7 à Limoges est une chaîne de télévision publique locale française émettant sur le réseau câblé de Limoges.

## Histoire

Ancien logo de la chaîne jusqu'en 2011.

7 à Limoges a officiellement été lancée en 1997 avec le déploiement du réseau câblé de la ville.
La chaîne est gérée par la direction de la communication de la Mairie de Limoges.

## Programmes
Elle diffuse des actualités, des reportages et des annonces sur la vie culturelle, sportive, administrative et éducative de la commune. Plusieurs magazines sont produits ou co-produits par 7 à Limoges (Le Mag d'Ester, 7 au Conservatoire, Crin-Crau, Livres d'Artistes).

## Diffusion
7 à Limoges est diffusée sur les réseaux suivants :
- sur le réseau câblé de la ville : canal 31
- sur la box SFR : canal 490
- sur la TV d’Orange:  canal 379
- sur la Bbox : canal 336
- sur la Freebox: canal 951

Les vidéos sont repostées sur le compte Twitter et sur la page Facebook de 7 à Limoges.